# Togucsini járás
A Togucsini járás (oroszul Тогучинский район) Oroszország egyik járása a Novoszibirszki területen. Székhelye Togucsin.

## Népesség
- 1989-ben 66 912 lakosa volt.
- 2002-ben 65 515 lakosa volt, melynek 94%-a orosz, a többiek főleg németek, ukránok és fehéroroszok.
- 2010-ben 60 303 lakosa volt, melyből 56 961 orosz, 851 német, 357 ukrán, 229 tadzsik, 223 azeri, 210 örmény, 187 tatár, 178 cigány, 154 üzbég, 108 fehérorosz, 71 mari, 53 kazah, 51 észt, 41 ingus, 37 csuvas, 35 baskír, 34 grúz, 33 mordvin, 25 csecsen, 24 lengyel, 23 moldáv, 17 lezg, 17 tuva, 10 udmurt stb.